# 國家航天中心
国家航天中心（National Space Centre）是一个涵盖宇宙空间科学和天文学领域的教育性博物馆，与莱斯特大学的太空研究中心合作。国家航天中心坐落于英格兰莱斯特市的北部，毗邻索尔河。包括直立式火箭在内的许多展品，都展出在一座轻钢结构的枕状建筑中，这座被凸起式半透明四氟乙烯覆膜所包裹的建筑，已经成为莱斯特最具辨识度的地标之一。

## 历史
国家航天中心由尼古拉斯·格雷姆肖设计，并于2001年6月30日向公众开放。此建筑高达42米(138英尺)，是唯一一个在室内放置直立式太空火箭的博物馆。

### 莱斯特大学
国家航天中心由莱斯特大学的太空研究中心和当地政府机构合作修建。项目总成本达5200万英镑，其中2600万英镑由千禧委员会授予，其余来自私营部门的赞助商。国家航天中心是一个教育慈善机构，为各个年龄段的儿童提供科学讲习班。
国家航天中心目前拥有工作在莱斯特大学太空研究中心(SRC)和诺丁汉大学工程测量和空间大地测量研究所(IESSG)的博士后科学研究人员。

## 主要展品

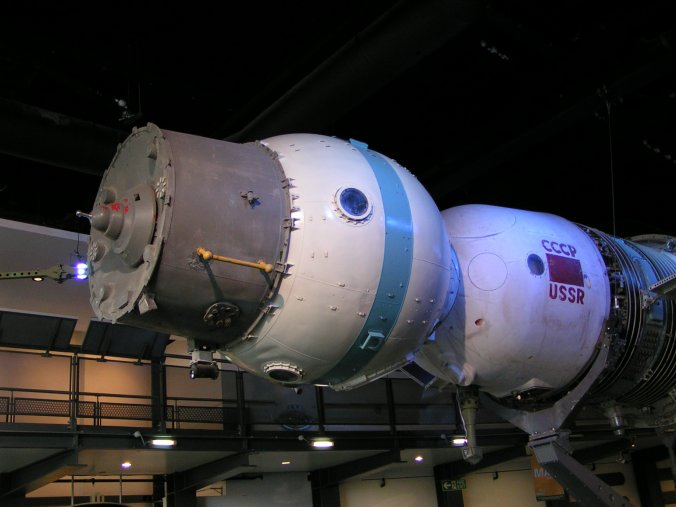
联盟号7K - OK型宇宙飞船

该中心展出了西方仅有的三艘闻名于世的联盟号宇宙飞船之一。（其中一艘在法国的空间城市博物馆中，而另一艘位于美国的史密森尼学会，作为阿波罗-联盟测试计划的一部分展出）。
该中心有六个主要的展览厅和活动实践室，涵盖航天、天文学和宇宙学。
此中心还设有太空数字球幕影院、天文馆、礼品店和餐厅。
餐厅位于蓝光导弹和PGM-17雷神导弹的两个喷头之下。

## 设施

### 数字可视化
该中心拥有数字可视化团队NSC Creative，他们使圆穹天文馆节目在中心播放。截止至2011年，NSC Creative圆穹天文馆节目正在全球27个国家的220多个天文馆播出。这些作品包括由英国科学技术设施委员会（STFC）资助的官方国际天文年（IYA2009）天文馆节目“我们都是天文学家”。

### 近地天体

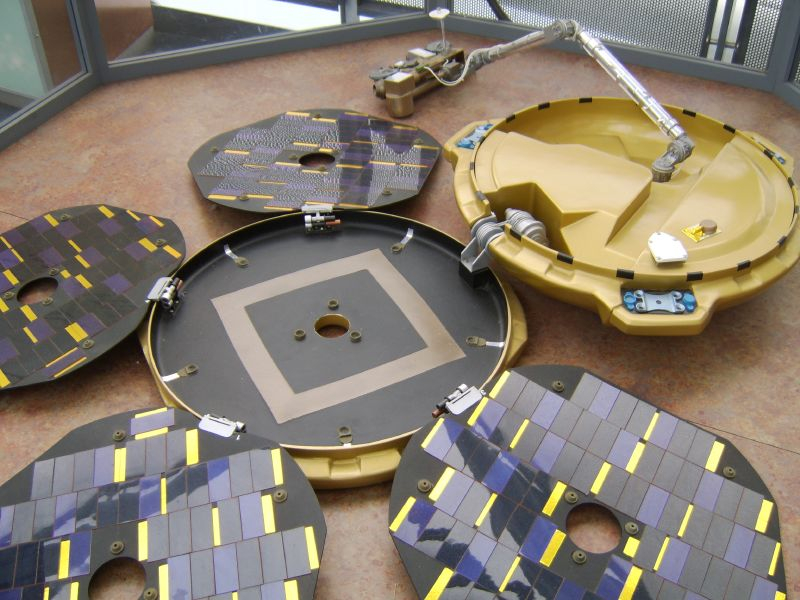
猎犬2号

失败的猎犬2号火星宇宙飞船由该中心的登陆操作控制中心操控。英国政府的官方近地天体信息中心也位于该中心。

## 事件
- 阿波罗计划宇航员巴兹·奥尔德林于2005年6月访问该航天中心[2]。
- 首个星球大战日于2005年7月30日举行。由于此活动的普及，星球大战日每年举办一次，截止至2015年[8]。
- 该中心于2013年11月举办了科幻电视剧《神秘博士》的五十周年庆典[9]。
- 2006年6月17日的科幻周末包含与外星人战争类似的的实景体验。
- 2006年7月19日，美国国家航空航天局宇航员布赖恩·达菲访问该航天中心并向人们介绍了他的太空之旅。
- 最近，国家航天中心接待了美国国家航空航天局STS-121机组人员的英国之旅，其中包括英国出生的宇航员皮尔斯·塞勒斯[2]。全体机组成员们向国会议员，产业领袖和学龄儿童讲述了英国航天工业的情况。许多与机务人员会面的的孩子们说，他们受到激励，有志于将科学作为探索创新的课题。

2007年，国家航天中心庆祝了太空50周年纪念日：第一颗人造卫星斯普特尼克1号的周年纪念。